# Paolo Villaggio
Paolo Villaggio (n. 30 decembrie 1932, Genova, Regatul Italiei – d. 3 iulie 2017, Roma, Italia) a fost un scriitor și actor italian.